# Monoszlóy Dezső
Monoszlóy M. Dezső (Budapest, 1923. december 28. – Bécs, 2012. május 1.) magyar költő, író, műfordító.

## Életpályája
1946-ban diplomázott a Pázmány Péter Tudományegyetem jogtudományi karán. 1947–1968 között Pozsonyban élt, ahol bányász, tengerész, kőműves, tanár, rádiószerkesztő, egy kiadóvállalat igazgatója, a Csehszlovák Írószövetség magyar titkára, az Irodalmi Szemle szerkesztője volt. 1968-ban Újvidékre emigrált. 1970-ben Ausztriába költözött; Bécsben élt. 1986 óta professzor volt.

## Művei
- Matzke Dezső: Égből üzenek; Kultúra ny., Pécs, 1941
- Gombostűk háborúja (versek, 1944)
- Égetett sienna (regény, 1944)
- Csak egyszer élünk (versek, 1959)
- Két lányom van. Elbeszélő költemény; Szlovákiai Szépirodalmi–Móra, Bratislava–Bp., 1962
- Virrasztó szerelem (versek, 1963)
- Töltésszimmetria (versek, 1965)
- A villamos alatt (elbeszélések, 1965)
- Csók (versek, 1966)
- Aranykor. Válogatott versek; Tatran–Szépirodalmi, Bratislava–Bp., 1967
- Tetovált angyalok (regény, 1967)
- Mókus Gergő és az erdő (gyermekversek, 1967)
- Sivatag (elbeszélések, 1968)
- A milliomos halála (regény, 1969)
- Aranymecset (versek, Aurora Kiadó, 1973)
- Menekülés Szodomából (regénytrilógia, 1975)
  - Jákob lajtorjája
  - Noé bárkája
- Utolsó vadászat; Püski–Corvin, New York, 1983
- Die fünf Jahreszeiten der Liebe (elbeszélések, 1989, magyarul: A szerelem öt évszaka, 1991)
- Caligula-Bár (versek, 1990)
- Csillagóra. Válogatott elbeszélések; Életünk Könyvek–Magyar Írószövetség Nyugat-magyarországi Csoportja, Szombathely, 1992 (A nyugati magyar irodalom gyöngyszemei)
- Vadlúdtermő ritka fa (versek, 1993)
- Mozaik. Válogatott versek; Széphalom Könyvműhely, Bp., 1993
- Menekülés Szodomából; 2. jav. kiad.; AB-art, Bratislava, 1994
- A gödölye dicsérete. Kisregény; Életünk–Magyar Írószövetség Nyugat-magyarországi Csoportja, Szombathely,  1994 (Életünk könyvek)
- Vasárnap illata (versek, 2000)
- Magam vagyok Kelet s Nyugat (válogatott versek, 2001)
- A halálom utáni napon (regény, 2001)
- Päť ročných období lásky (A szerelem öt évszaka); szlovákra ford. Jitka Rožňová; Bratislava [Pozsony], AB-art, 2001
- Gutaütöttek balladája (2002)
- Balada šľaktrafených (Gutaütöttek balladája); ford. szlovákra Zorán Ardamica, AB-art, Bratislava [Pozsony], 2003
- A halottak szigetén. Válogatott novellák; Nap, Dunaszerdahely, 2004 (Metszet)
- A szerelem öt évszaka; AB-art, Pozsony, 2004 (Kenguru zsebkönyvek sorozat, 5.)
- Összegyűjtött versei (2005)
- Bóbita. Válogatott elbeszélések; Madách-Posonium, Pozsony, 2009 (Magyar Antaeus könyvek)

## Díjai, kitüntetései
- Madách Imre-díj (1967)
- A Kanadai Magyar Írók Szövetségének Irodalmi Pályázatának I. díja (1978)
- Theodor Körner-díj (1979)
- World Academy of Arts and Culture irodalmi díszdoktora (1984)
- Életmű-díj (Bécs) 1986[2]
- Professzori Kitüntetés (1986)
- Az Osztrák Köztársaság Arany Érdemrendje (1989)
- Kármán József életműdíj (társasági) (1991)[3]
- Tudományok és Művészetek Elsőfokú Érdemkeresztje (Ausztria) (1993)[2]
- Hviezdoslav-díj (1994)
- Nemzetközi PEN-díj (1996)
- A Magyar Köztársasági Érdemrend középkeresztje (1998)[2]
- Arany János-díj (2001)
- Márai Sándor-díj (2004)[3]